# شهرستان قعطبه
 قعطبه  (به عربی: مديرية قعطبة) نام شهریست در استان ضالع در کشور یمن در شبه جزیره عربستان. این شهر در جنوب شرقی مدیریه آب واقع شده اس، و مرکز قضاء قعطبه‌است. در سال ۲۰۰۳ تعداد ساکنان آن ۹۱،۲۰۶ بوده است.